# Biocibernetică
Biocibernetica este o altă schemă de denumire (termenul "cibernetică" însuși a luat naștere ca o reflectare a funcționării sistemelor biologice) utilizată în cibernetică ca o descriere a științei biologice înțeleasă în termeni tehnologici, cuprinzând disciplinele biologice care beneficiază de aplicarea ciberneticii, inclusiv neurologia și sistemele multicelulare. Biocibernetica joacă un rol major în biologia sistemelor, încercând să integreze diferite niveluri de informații pentru a înțelege modul de funcționare a sistemelor biologice.
Biocibernetica este o știință abstractă și reprezintă o parte fundamentală a biologiei teoretice, bazată pe principiile sistemicii.

## Terminologie
Biocibernetica este un cuvânt contopit din bio (greacă: βίο / viață) și cibernetică (greacă: κυβερνητική / control-guvernare). Deși forma extinsă a cuvântului este cibernetică biologică, domeniul este cel mai frecvent denumit biocibernetică în lucrările științifice. Bioinformatica poate fi denumită în mod corespunzător și bioinformatică.

## Primii susținători
Printre primii susținători ai biociberneticii se numără Ross Ashby, Hans Drischel și Norbert Wiener, printre alții. Lucrările populare publicate de fiecare om de știință sunt enumerate mai jos.
- Ross Ashby, "Introduction to Cybernetics", 1956[1]
- Hans Drischel, "Einführung in die Biokybernetik." 1972[2]
- Norbert Wiener, "Cybernetics or Control and Communication in the Animal and the Machine", 1948[3]

## Domenii similare
Lucrările și cercetările care aprofundează subiecte care implică biocibernetica pot fi găsite sub o multitudine de denumiri similare, inclusiv cibernetica moleculară, neurocibernetica și cibernetica celulară. Astfel de domenii implică discipline care specifică anumite aspecte ale studiului organismului viu (de exemplu, neurocibernetica se concentrează pe studiul modelelor neurologice în organisme).

## Categorii
- Biocibernetica - studiul unui întreg organism viu
- Neurocibernetica - cibernetica care se ocupă de modelele neurologice. (Psiho-cibernetica a fost titlul unei cărți de auto-ajutorare și nu este o disciplină științifică)
- Cibernetică moleculară - cibernetica care se ocupă de sistemele moleculare (de exemplu, cibernetica biologiei moleculare)
- Cibernetică celulară - cibernetica care se ocupă de sisteme celulare (de exemplu, tehnologia informației/telefoane mobile sau celule biologice)
- Cibernetică evolutivă - studiul evoluției sistemelor informaționale (a se vedea, de asemenea, programare evolutivă, algoritm evolutiv).